# برندیواین
برندیواین (انگلیسی: Brandywine) شرکت املاک آمریکایی است، که در سال ۱۹۹۴ تأسیس شد.